# OpenBIOS
OpenBIOS és un projecte que té com a objectiu proporcionar implementacions gratuïtes i de codi obert d'Open Firmware. També és el nom d'aquesta implementació. La majoria de les implementacions proporcionades per OpenBIOS es basen en un microprogramari addicional de nivell inferior per a la inicialització del maquinari, com ara coreboot o Das U-Boot.

## Implementacions proporcionades

### Obre el firmware
Open Firmware implementa l'estàndard IEEE 1275-1994. Open Firmware va ser llançat per l'empresa Firmworks. L'arquitecte principal d'Open Firmware, Mitch Bradley, és president de l'Open Firmware Working Group i president i fundador de Firmworks. El portàtil OLPC XO-1 utilitza la implementació Open Firmware. Admet les arquitectures x86, PowerPC i ARM, i es publica sota els termes d'una llicència d'estil BSD.
SmartFirmware
SmartFirmware inclou un compilador de C a FCode. Està fet per CodeGen, Inc. Està escrit en ANSI C i admet les arquitectures x86, PowerPC, SPARC, ARM, MIPS.

### OpenBIOS
L'OpenBIOS és portàtil i té una llicència GPL. Està produït pel projecte OpenBIOS.

### SLOF
Slimline Open Firmware és produït per IBM i es publica sota una llicència d'estil BSD. Admet l'arquitectura PowerPC.